# Kanton Bray-sur-Somme
Kanton Bray-sur-Somme (fr. Canton de Bray-sur-Somme) byl francouzský kanton v departementu Somme v regionu Pikardie. Skládal se z 19 obcí. Zrušen byl po reformě kantonů 2014.

## Obce kantonu
- Bray-sur-Somme
- Cappy
- Cerisy
- Chipilly
- Chuignolles
- Éclusier-Vaux
- Étinehem
- Frise
- Herbécourt
- Méricourt-l'Abbé
- Méricourt-sur-Somme
- Morcourt
- Morlancourt
- La Neuville-lès-Bray
- Sailly-Laurette
- Sailly-le-Sec
- Suzanne
- Treux
- Ville-sur-Ancre